# Bondeval
Bondeval is een gemeente in het Franse departement Doubs (regio Bourgogne-Franche-Comté) en telt 440 inwoners (1999). De plaats maakt deel uit van het arrondissement Montbéliard.

## Geografie
De oppervlakte van Bondeval bedraagt 4,7 km², de bevolkingsdichtheid is 93,6 inwoners per km².

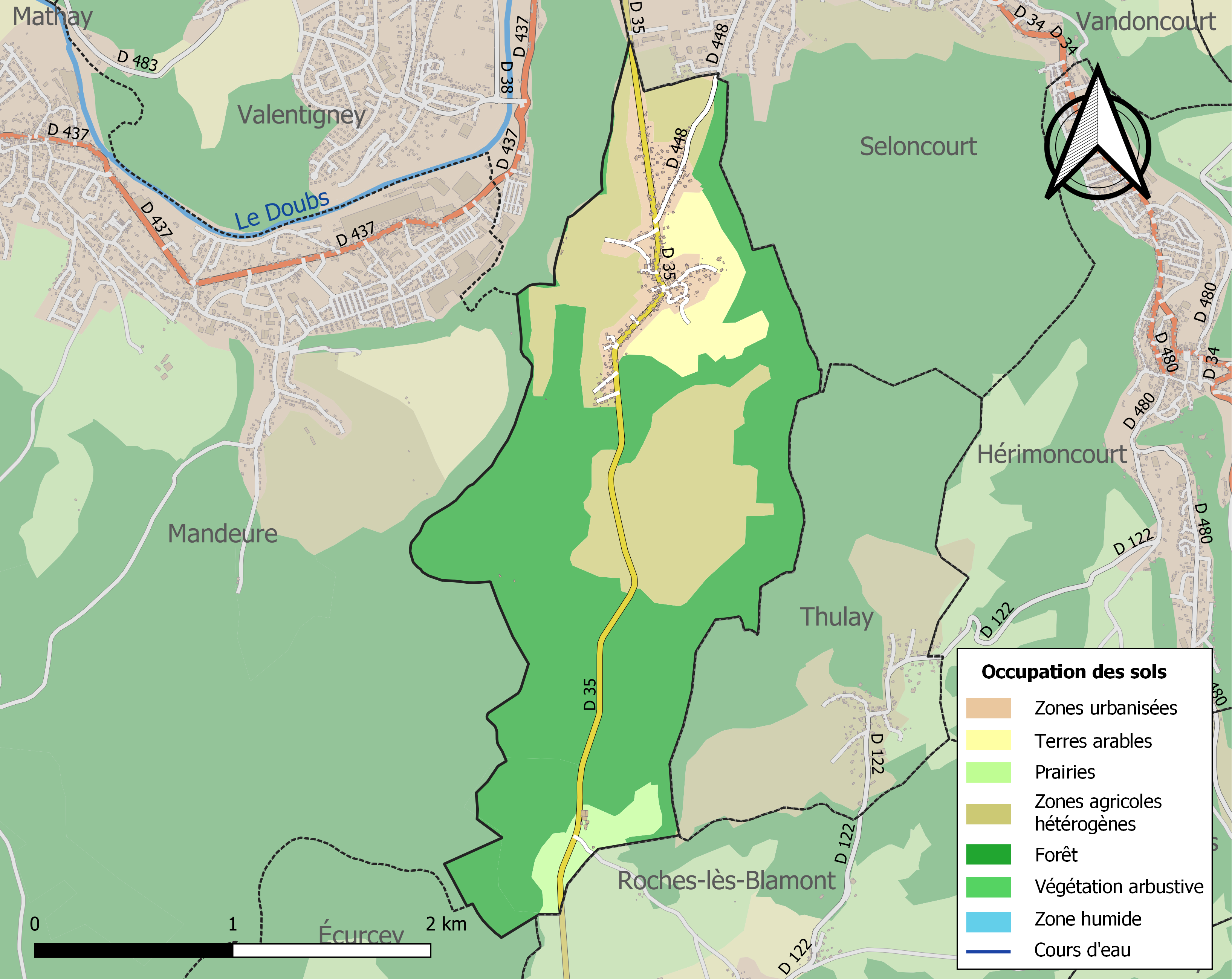
Kaart van de gemeente met de belangrijkste infrastructuur, bodemgebruik en omliggende gemeenten

## Demografie
Onderstaande figuur toont het verloop van het inwonertal (bron: INSEE-tellingen).